# Francisco Coelho Duarte Badaró
Francisco Coelho Duarte Badaró (Piranga, 1860) foi um político do Brasil.

## Vida
Francisco Coelho Duarte Badaró nasceu na cidade de Piranga, Minas Gerais. Fez o curso de Humanidades em Ouro Preto (MG) e formou-se em Ciências Jurídicas e Sociais pela Faculdade de Direito de São Paulo (SP) em 1883. Em 1884, foi nomeado Promotor da comarca de Minas Novas (MG), tendo sido provido para o cargo de Juiz de Direito em 21 de abril de 1885. 
Quando da instalação da República, foi eleito para a primeira assembleia constituindo do Brasil, sendo Deputado Federal Constituinte (1891-1893). De 1893 a 1894 exerceu a função de Ministro Plenipotenciário do Brasil (embaixador) no Vaticano. 
Em 1894 regressou a Minas Novas, tendo sido nomeado Juiz de Direito da comarca, função que desempenhou por dezesseis anos. Foi ainda Senador Estadual (1919-1921) e Deputado Federal (1921), tendo feito parte da executiva do Partido Republicano Mineiro (PRM).
Na função de Juiz da Comarca de Minas Novas, foi responsável pelo primeiro voto feminino do Brasil, quando convocou as professoras Alzira Nogueira Reis, Cândida Maria dos Santos e Clotilde de Oliveira, e as qualificou como eleitoras, comunicando, em seguida, tal atitude ao Tribunal Regional Eleitoral e ao TSE. 
Foi casado com Luiza Pinheiro Nogueira. Foi pai de Francisco Badaró Júnior, ex-Prefeito e ex-Deputado Federal por Minas Gerais. Foi também avô do Ex-Senador e Ex-Ministro de Estado Murilo Badaró.
Faleceu em 14 de setembro de 1921.

## 1890 - queima dos arquivos da escravidão no Brasil
Em 20 de dezembro de 1890 o Congresso Nacional votou uma moção de apoio ao documento ministerial de queima dos arquivos da escravidão, e o jornal O Estado de São Paulo apontou que o deputado foi contra a incineração dos papéis:
"O Estado de S.Paulo - 23/12/1890 - Oposição à destruição. Em 20 de dezembro de 1890, uma moção de apoio ao despacho de Ruy Barbosa foi votada e aprovada no Congresso Nacional. Mas, não sem oposição. Representantes de São Paulo, Minas Gerais e Rio Grande do Sul se colocaram contra o despacho. A edição de 23 de dezembro do Estado trouxe mais detalhes sobre a sessão.  

A nota contava que o deputado Francisco Coelho Duarte Badaró (MG) registrou seu protesto contra a queima de todo arquivo da escravidão no Brasil. Após colocar a ressalva que não se pronunciava contra a "obra meritória da abolição" mas contra a destruição dos documentos, disse: "não devemos fazer o papel de iconoclastas, devemos ter um arquivo". 

"A nossa vida é nova, mas precisamos ter a nossa história escrita com provas verdadeiras. Pelo fato de mandar queimar grande número de documentos para a história do Brasil, a vergonha nunca desaparecerá, nunca se poderão apagar da nossa história os vestígios da escravidão", continuou o deputado.— 

## Deputado na Assembleia Constituinte em 1891
Na Constituinte que elaborou a Constituição brasileira de 1891 Badaró propôs mudanças na bandeira brasileira que fora oficializada em 19 de novembro de 1889:
| “ | Na bandeira se encontra um atentado contra as nossas tradições. Criminosamente lançaram nela um dístico que não quadra com as nossas ideias, que pertence a uma seita absurda. Essa provocação tem impedido que o povo brasileiro, desde as primeiras até as últimas camadas, corra a abraçar a bandeira (Fonte: Agência Senado) | ” |